# Mitchell Langerak
Mitchell James „Mitch“ Langerak (* 22. August 1988 in Emerald, Queensland) ist ein ehemaliger australischer Profifußballer. Der Torhüter gewann 2009 mit Melbourne Victory die australische Landesmeisterschaft. Langerak errang mit Borussia Dortmund zwei deutsche Meistertitel sowie den DFB-Pokal und mit dem VfB Stuttgart die Zweitligameisterschaft.

## Karriere

### Anfangszeit in Australien

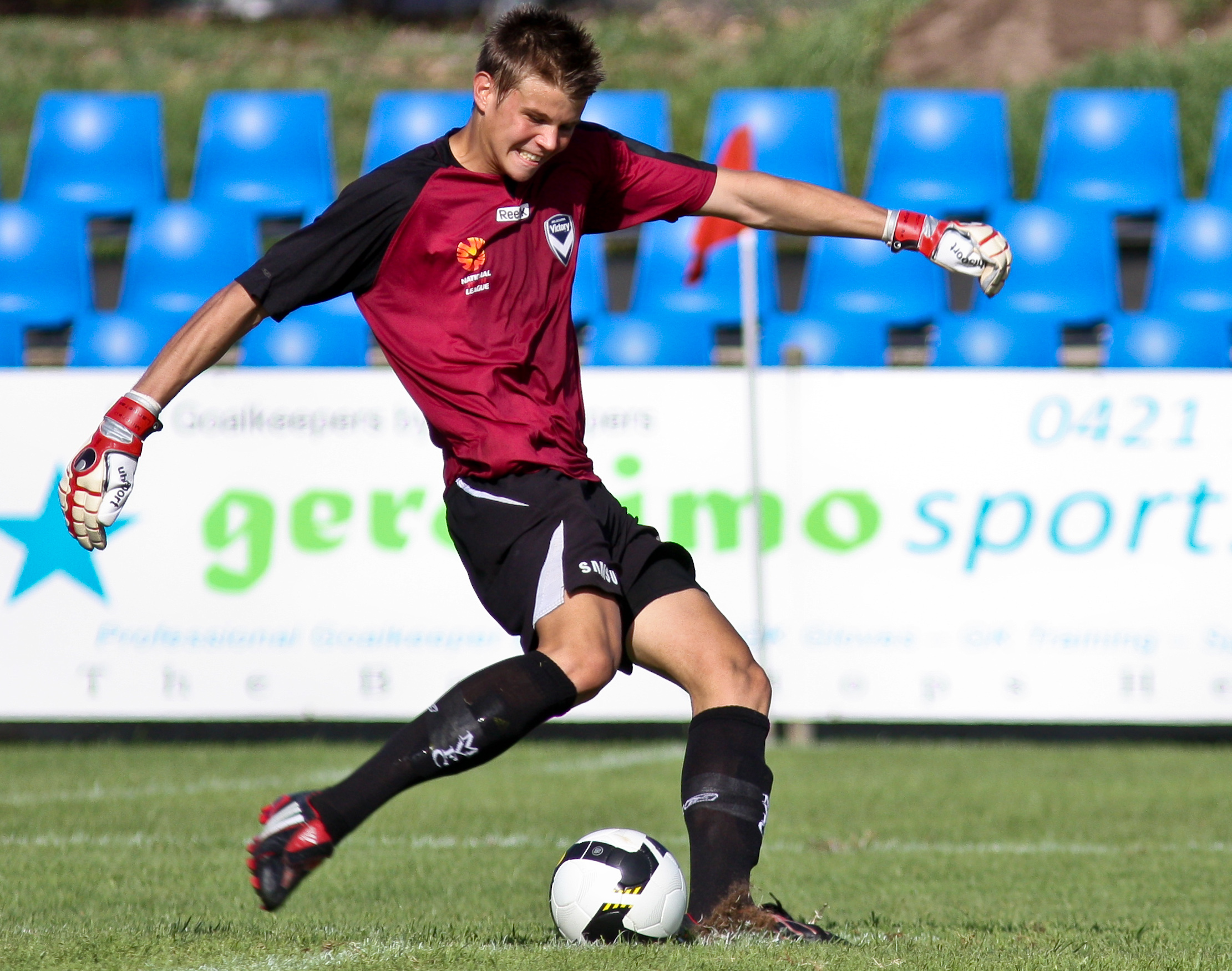
Langerak bei Melbourne Victory (2009)

Nachdem Langerak lange Zeit von australischen Jugendförderprogrammen unentdeckt geblieben war, wurde er 2006 am Australian Institute of Sport aufgenommen. Auf Empfehlung des Verbands-Torwarttrainers Tony Franken absolvierte Langerak 2007 ein Probetraining beim amtierenden Meister Melbourne Victory und erhielt schließlich einen Zweijahresvertrag. Die ersten beiden Jahre im Profibereich blieb Langerak Ersatzkeeper hinter Michael Theoklitos, zu seinem Ligadebüt kam er am letzten Spieltag der Saison 2007/08. Beim Meisterschaftsgewinn in der Saison 2008/09 kam Langerak zu insgesamt vier Einsätzen.
Nach dem Abgang von Theoklitos im Sommer 2009 befand sich Langerak im Zweikampf mit Neuzugang Glen Moss um den vakanten Platz auf der Torhüterposition. Dabei setzte sich zunächst der fünf Jahre ältere neuseeländische Nationalkeeper Moss durch, Langerak ersetzte diesen nach dem 14. Spieltag, als das Team im Heimspiel gegen die Central Coast Mariners mit 0:4 verlor. Er blieb fortan die restliche Saison Stammtorhüter von Melbourne und erreichte mit dem Team das Meisterschaftsfinale gegen den Rivalen Sydney FC. Die Partie entschied schließlich Sydney mit 4:2 im Elfmeterschießen für sich, ein gehaltener Elfmeter von Langerak reichte letztlich nicht aus.

### Borussia Dortmund

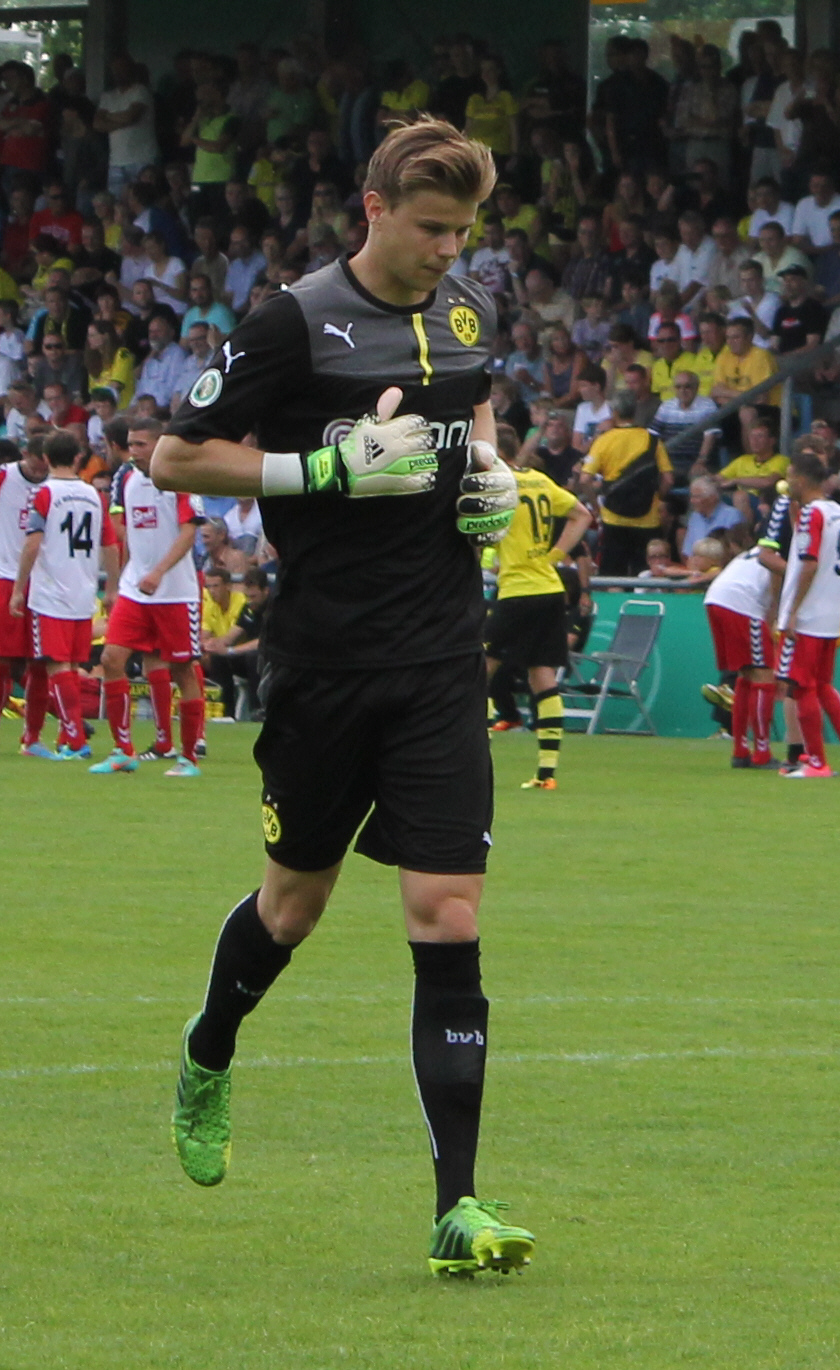
Langerak beim BVB (2013)

Am 13. Mai 2010 gab Borussia Dortmund bekannt, Langerak ab dem 1. Juli 2010 unter Vertrag zu nehmen. Er ersetzte den vorherigen Ersatztorwart Marc Ziegler, der den BVB in Richtung Stuttgart verließ, und war zunächst als Nummer 2 hinter dem langjährigen Stammtorhüter Roman Weidenfeller vorgesehen. Am 7. Oktober 2010 wurde er von der Australian Professional Footballers’ Association als australischer Nachwuchsspieler des Jahres mit der Harry Kewell Medal ausgezeichnet.
Sein Bundesliga-Debüt gab er am 26. Februar 2011 (24. Spieltag) beim 3:1-Sieg im Auswärtsspiel gegen den FC Bayern München, als er den verletzungsbedingt ausgefallenen Roman Weidenfeller vertrat. Dieses Spiel sollte sein einziges in dieser Saison bleiben. Mit der Borussia wurde er am Ende der Saison Deutscher Meister. Knapp ein Jahr nach der Meisterschaft wurde Langerak am 32. Spieltag der Saison 2011/12 mit Borussia Dortmund zum zweiten Mal in seiner Karriere Deutscher Meister und konnte den Titel aus dem Jahr 2011 verteidigen. Er selbst spielte zwei Mal in dieser Meistersaison.
Am 12. Mai 2012 wurde er im DFB-Pokalfinale in der ersten Halbzeit für den verletzten Roman Weidenfeller eingewechselt und gewann mit dem BVB das erste Double der Vereinsgeschichte. Nach Saisonende 2011/12 verlängerte er seinen bis zum 30. Juni 2014 laufenden Vertrag vorzeitig um zwei Jahre bis 2016. Gegen Jahresende 2014 ersetzte Langerak den formschwachen Weidenfeller für einige Spiele in der Bundesliga (darunter auch ein Spiel in der Champions League) im Tor.
Langerak stand in dieser Saison (2014/15) bei allen DFB-Pokalspielen im Tor. Nach dem Halbfinalspiel gegen den FC Bayern München wurde Langerak von den Fans als Held bezeichnet, da er im Elfmeterschießen den Elfmeter von Mario Götze hielt und dadurch dem BVB den Einzug in das Finale sicherte.

### VfB Stuttgart
Zur Saison 2015/16 wechselte Langerak zum VfB Stuttgart. Am 29. Juni 2015 unterzeichnete er bei den Stuttgartern einen Vertrag, der bis Ende Juni 2018 datiert war. Ziel dieses Transfers für den VfB war es, den eigentlichen Stammtorwart Sven Ulreich im Tor zu ersetzen, der vor der Saison überraschend zum FC Bayern München gewechselt war.
Dabei sollte sich Langerak in der Vorbereitung mit dem Polen Przemysław Tytoń, ebenfalls Neuzugang, messen und sich für einen Stammplatz im Tor empfehlen. Doch verletzte sich Langerak im Training Wochen vor dem Saisonstart schwer, sodass er seit dem ersten Saisonspiel am 16. August 2015 gegen den 1. FC Köln (1:3) nicht spielen konnte. Am 23. Januar 2016 stand er bei der Rückrundenpartie gegen den 1. FC Köln erstmals bei einem Bundesligaspiel im Kader des VfB, einen Tag später gab er sein Pflichtspieldebüt für die 2. Mannschaft in der 3. Liga gegen die SG Sonnenhof Großaspach. Am 9. Februar bestritt Langerak sein erstes Spiel für die Profimannschaft des VfB Stuttgart. Sein Bundesligadebüt für die Stuttgarter feierte er am 7. Mai 2016 (33. Spieltag) bei der 1:3-Niederlage gegen den 1. FSV Mainz 05.
Er war während der gesamten Saison 2016/17 Stammtorhüter des VfB und stieg mit dem Klub als Zweitligameister direkt wieder auf. Nach der Verpflichtung von Ron-Robert Zieler saß er zum Beginn der Bundesligasaison 2017/18 jedoch auf der Bank.

### UD Levante
Nach sieben Jahren in Deutschland schloss sich Langerak Ende August 2017 dem spanischen Erstligisten UD Levante an. Hier kam er in der Hinrunde lediglich zu einem Einsatz in der Copa del Rey am 28. November 2017 gegen den FC Girona. In der Winterpause folgte dann der Wechsel nach Japan zu Nagoya Grampus.

### Nagoya Grampus
Anfang Januar 2018 gab der japanische Verein die Verpflichtung Langeraks bekannt. Am 24. Februar 2018 (1. Spieltag) debütierte er in der J1 League beim 3:2-Sieg über Gamba Ōsaka. In der ersten Saison in Japan lief er in jedem der 34 Ligaspiele auf und war somit absolut gesetzt. Auch 2019 war er gesetzt und spielte 33 Ligaduelle und zwei Pokalspiele. 2020 spielte er alle 38 möglichen Spiele in Liga und J.League Cup. Am 30. Oktober 2021 stand er mit Nagoya im Finale des J. League Cup. Das Finale gegen Cerezo Osaka gewann man mit 2:0. Am 2. November 2024 stand er wieder mit Nagoya im Finale des J. League Cup. Das Finale gegen Albirex Niigata gewann man im Elfmeterschießen.

### Rückkehr nach Australien
Nach 221 Ligaspienen für Nagoya kehrte er im Januar 2025 in seine Heimat zurück. Hier schloss er sich seinem ehemaligen Verein Melbourne Victory an. Am Ende der Saison gab Langerak nach 11 Einsätzen für seinen ehemaligen Verein bekannt seine Karriere zu beenden.

### Nationalmannschaft
2006 gehörte Langerak zum australischen Aufgebot bei der U-19-Asienmeisterschaft, musste dort aber nach der Auftaktpartie seinen Platz im Tor an Tando Velaphi abgeben. Vom australischen Interimstrainer Han Berger wurde Langerak im August 2010 auf Abruf für das Länderspiel gegen Slowenien nominiert. Wenige Monate später listete der neue Nationaltrainer Holger Osieck Langerak als einen von sieben Torhütern auf einer 50 Spieler umfassenden provisorischen Liste im Hinblick auf die Asienmeisterschaft 2011, eine Nominierung ins 23-köpfige Turnieraufgebot blieb allerdings aus.
Seine erste Berufung in das Aufgebot des A-Nationalteams erhielt er im März 2011 für ein Freundschaftsspiel gegen Deutschland in Mönchengladbach. Zu seinem Länderspieldebüt kam er im Oktober 2013 bei der 0:6-Niederlage im Prinzenparkstadion zu Paris gegen Frankreich.
Langerak nahm als Ersatztorhüter hinter Mathew Ryan an der WM 2014 in Brasilien teil, blieb aber ohne Einsatz.

## Erfolge

### Vereinsmannschaften
Melbourne Victory
- Australischer Meister: 2009

Borussia Dortmund
- Deutscher Meister (2): 2011, 2012
  - Deutscher Vizemeister (2): 2013, 2014
- DFB-Pokal (1): 2012
  - DFB-Pokal-Finalist (2): 2014, 2015
- DFL-Supercup (2): 2013, 2014
- Champions-League-Finalist (1): 2013

VfB Stuttgart
- Deutscher Zweitligameister: 2017

Nagoya Grampus
J.League Cup: 2021, 2024

### Nationalmannschaft
Australien
- Asien-Meister (1): 2015

### Auszeichnungen
- PFA Harry Kewell Medal: 2010
- Mannschaft des Jahres (1): 2011 (als Mitglied von Borussia Dortmund)